# Исай-Юрт
Исай-Юрт (чечен. Iиса-Йурт) — село в Ножай-Юртовском районе Чеченской Республики. Входит в состав Аллеройского сельского поселения.

## География
Село расположено на левом берегу реки Аксай, в 18 км к юго-западу от районного центра — Ножай-Юрт и в 77 км к юго-востоку от города Грозный.
Ближайшие населённые пункты: на севере — село Турты-Хутор, на северо-востоке — село Аллерой, на юго-востоке — село Саясан, на юге — село Макси-Хутор и на юго-западе — сёла Шуани и Малые Шуани

## История
В 1944 году, после депортации чеченцев и ингушей и упразднения Чечено-Ингушской АССР, селение Исай-Юрт было переименовано в Кульзеб и заселено выходцами из сел Кульзеб и Шугинуб Чародинского района Дагестана.
После восстановления Чечено-Ингушской АССР, в 1958 году населённому пункту было возвращено его прежнее название — Исай-Юрт, а выходцы из Дагестана переселены обратно.

## Население
| 1990 | 2002 | 2010 |
| ---- | ---- | ---- |
| 245  | ↘91  | ↗112 |

## Улицы
Улицы села Исай-Юрт:.
- А. А. Кадырова,
- И. Абуева.

## Галерея
- Мескита
- Мескита
- Мескита
- Мескита
- Мескита